# Delion

Lage von Delion im antiken Griechenland

Delion (griechisch Δήλιον Dêlion, lateinisch Delium) war eine Stadt in Böotien. Sie beherbergte, wie die ähnlich genannte Insel Delos, einen dem Gott Apollon geweihten Tempel. Delion wurde von Tanagra aus gegründet und lag am südlichen Golf von Euböa, etwa zwei Kilometer von Oropos und acht Kilometer von Tanagra entfernt. Heute besteht noch ein kleiner Ort, der Dílion (neugriechische Umschrift von „Delion“) genannt wird.

## Schlachten
In Delion fanden zwei Schlachten statt:
- Die Schlacht von Delion wurde 424 v. Chr. im Rahmen des Peloponnesischen Krieges ausgetragen.
- Eine Schlacht im Römisch-Syrischen Krieg.

Koordinaten: 38° 21′ N, 23° 39′ O